# Toonage
Toonage è il primo album pubblicato dai Cartoons il 24 settembre 1998 dall'etichetta discografica Capitol.
L'album è stato ristampato nel 2001 con l'aggiunta di alcune tracce e con il titolo More Toonage.
Ha venduto 2 milioni di copie ed è l'album di maggior successo della band.

## Tracce
1. Witch Doctor - 3:06
2. DooDah! - 3:12
3. Hold Me - 3:06
4. Ramalama Daisy - 3:43
5. Yoko - 3:25
6. Who Put The Bomp - 3:46
7. De Do Do Do De Da Da Da - 3:20
8. Lets' Go Childish - 3:05
9. Aisy Waisy - 2:57
10. Listen To My Heart - 4:21

### Ristampa
1. Witch Doctor - 3:06
2. DooDah - 3:12
3. Hold Me - 3:06
4. Ramalama Daisy - 3:43
5. Yoko - 3:25
6. Who Put The Bomp - 3:46
7. De Do Do Do De Da Da Da - 3:20
8. Lets' Go Childish - 3:05
9. Aisy Waisy - 2:57
10. Listen To My Heart - 4:21
11. Santa Claus is Coming
12. Just Can't Wait
13. Millennium Megamix
14. Tutto passerà (Versione italiana di Witch Doctor)
15. Aisy Waisy (Stimulater's Radio Mix)

## Classifiche
| Paese            | Posizione massima |
| ---------------- | ----------------- |
| Svezia           | 12                |
| Norvegia         | 14                |
| Regno Unito      | 17                |
| Paesi Bassi      | 24                |
| Belgio (Fiandre) | 25                |